# Anass Aït el Abdia
Anass Aït el Abdia (21 maart 1993) is een Marokkaans wielrenner die anno 2019 rijdt voor VIB Sports.

## Carrière
In 2013 won Aït el Abdia het jongerenklassement van de Ronde van Algerije, door Abennour Yahmi bijna zestien minuten voor te blijven. Later dat jaar kwam hij vier seconden te kort op bovenaan het jongerenklassement van de Ronde van Marokko te eindigen en werd hij achttiende in de wegwedstrijd op de Francophoniespelen. Na zijn winst in het jongerenklassement van de Ronde van Constantine in april 2014 behaalde hij in april van dat jaar zijn eerste UCI-zege door de vijfde etappe in de ronde van zijn thuisland op zijn naam te schrijven.
In de Ronde van Egypte van 2016 wist Aït el Abdia negende te worden in het eindklassement en het jongerenklassement te winnen. In april van dat jaar begon hij de Ronde van Marokko met een derde plaats in de openingsrit. Na zin negentiende plaats in de vijfde etappe nam hij de leiding in het algemeen klassement over van Tomasz Marczyński. Na twee dagen in de leiderstrui heroverde de Pool zijn leidende positie echter weer. In het eindklassement werd Aït el Abdia derde, het jongerenklassement won hij. Een maand na zijn winst in de Trophée de la Maison Royale werd de Marokkaan nationaal kampioen tijdrijden bij de beloften. In 2016 nam hij, als nationaal kampioen op de weg bij de elite, deel aan de wegwedstrijd op de Olympische Spelen in Rio de Janeiro, waarin hij op plek 47 eindigde, op twintig minuten van winnaar Greg Van Avermaet. Op het wereldkampioenschap zat hij mee in de vroege vlucht en wist hij uiteindelijk op plek 22 te finishen.
In januari 2017 werd bekend dat hij dat jaar zijn profdebuut zou maken bij UAE Abu Dhabi, waardoor hij de tweede Marokkaan ooit (na Tarik Chaoufi in 2013 bij Euskaltel-Euskadi) op het hoogste niveau werd. De ploeg nam hem over van de Franse nationale club Guidon Chalettois, die hem dat seizoen had overgenomen van het Centre mondial du cyclisme waar hij drie seizoenen deel van had uitgemaakt. Zijn debuut maakte hij in de Ronde van Oman, waar hij op plek 27 in het algemeen klassement eindigde. Op 20 augustus 2017 begon hij in Nîmes met de Ronde van Spanje aan de eerste grote ronde uit zijn carrière. In de tweede etappe stapte hij al af. Bij een valpartij brak de Marokkaan zijn rechter sleutelbeen.

## Overwinningen
2013
Jongerenklassement Ronde van Algerije
2014
Jongerenklassement Ronde van Constantine
5e etappe Ronde van Marokko
2015
Jongerenklassement Ronde van Egypte
Jongerenklassement Ronde van Marokko
Trophée de la Maison Royale
 Marokkaans kampioen tijdrijden, Beloften
2016
 Marokkaans kampioen op de weg, Elite
2017
Eindklassement Ronde van Marokko

## Resultaten in voornaamste wedstrijden
| Jaar | Ronde van Italië | Ronde van Frankrijk | Ronde van Spanje |
| ---- | ---------------- | ------------------- | ---------------- |
| 2016 |                  |                     |                  |
| 2017 |                  |                     | opgave           |

| Jaar |  | WK op de weg |  | Wereldranglijsten |
| ---- |  | ------------ |  | ----------------- |
| 2016 |  | 22e          |  |                   |
| 2017 |  |              |  | 379e (UWT)        |

## Ploegen
- 2017 –  UAE Team Emirates[1]
- 2018 –  UAE Team Emirates
- 2019 –  VIB Sports

Aït el Abdia · Atapuma · Bono · Consonni · Conti · Costa · Đurasek · Ferrari · Ganna · Guardini · Kump · Laengen · Marcato · Meintjes · Mirza · Modolo · Mohorič · Mori · Niemiec · Petilli · Polanc · Ravasi · Swift · Troia  · Ulissi · Zurlo · Lizde (stagiair) · Raboesjenka (stagiair) · Romano (stagiair)
Aït el Abdia · Aru · Atapuma · Bono · Bystrøm · Consonni · Conti · Costa · Đurasek · Ferrari · Ganna · Kristoff  · Laengen · Marcato · Martin · Mirza · Mori · Niemiec · Petilli · Polanc · Ravasi · Raboesjenka · Sutherland · Swift · Troia  · Ulissi